# Puig de la Caritat (Sant Joan de les Abadesses)
El Puig de la Caritat és una muntanya de 1.079 metres que es troba entre els municipis de la Vall de Bianya, a la comarca de la Garrotxa i de Sant Joan de les Abadesses, a la comarca catalana del Ripollès.